# Holly Hunter
Holly P. Hunter (sinh ngày 20 tháng 3 năm 1958) là một nữ diễn viên truyền hình và điện ảnh người Mỹ, đã đoạt giải Oscar cùng nhiều giải khác. Cô nổi tiếng nhờ các vai diễn trong các phim như Raising Arizona, Broadcast News, Always và The Piano. Cô cũng đóng vai chính trong loạt phim truyền hình nhiều tập Saving Grace của đài truyền hình cáp TNT.

## Tiểu sử

### Thời niên thiếu và Sự nghiệp
Hunter sinh tại Conyers, Georgia, là con gái của Opal Marguerite (nhũ danh Catledge), một bà nội trợ, và Charles Edwin Hunter, một chủ nông trại kiêm người đại lý cho hãng sản xuất đồ thể thao. Hunter tốt nghiệp ngành kịch trường Đại học Carnegie Mellon ở Pittsburgh, sau đó cô chuyển tới sống tại thành phố New York, ngụ chung phòng với nữ diễn viên bạn Frances McDormand. Năm 2008 Hunter mô tả cuộc sống ở khu The Bronx: "ở cuối đường xe lửa ngầm D, ngay bên kia đường phố 205, trên đại lộ Bainbridge Avenue và Hull Avenue. Có rất nhiều người Ireland, và khi đi khỏi vài khối nhà nữa thì sẽ đụng phần lớn người Ý". Một dịp may, cô đã gặp nhà soạn kịch Beth Henley khi 2 người đi chung thang máy, đã dẫn tới việc cô diễn trong vở Crimes of the Heart của Henley (kế tiếp Mary Beth Hurt ở Broadway), và The Miss Firecracker Contest của nhà hát kịch ngoài Broadway (Off-Broadway). "Đó là khoảng đầu năm 1982, trên đường phố 49 giữa Broadway và Đại lộ 8 (Eighth Avenue) [...] ở bên phía nam đường phố", Hunter nhớ lại trong một cuộc phỏng vấn. "Chúng tôi nói chuyện với nhau 10 phút, không lâu hơn. Quả là chúng tôi đã có một cuộc nói chuyện tốt đẹp. Chỉ có hai người chúng tôi".
Khi cô di chuyển tới Los Angeles, California năm 1982, Hunter cư ngụ chung nhà với một nhóm người, trong đó có McDormand, đạo diễn Sam Raimi, cũng như các cộng sự viên tương lai là anh em Joel và Ethan Coen.

### Kịch và điện ảnh
Hunter xuất hiện lần đầu trên màn ảnh là trong phim kinh dị The Burning năm 1981. Sau khi chuyển tới cu ngụ ở Los Angeles, California năm 1982, Hunter xuất hiện trên phim truyền hình, trước khi có vai diễn phụ trong phim Swing Shift năm 1984. Năm này, cô hợp tác lần đầu với anh em Ethan Coen và Joel Coen là các đạo diễn, người viết kịch bản và chủ nhiệm phim, trong phim Blood Simple, bằng giọng của mình trong máy ghi âm trả lời (và không ghi tên trên phim). Sau đó cô đóng nhiều phim và chương trình truyền hình tới năm 1987, trong đó nhờ một vai chính trong phim Raising Arizona của anh em Coen, và việc đề cử cho Giải Oscar của cô trong phim Broadcast News, Hunter trở thành ngôi sao được giới bình luận phim hoan hô. Cô diễn trong phim từ kịch bản chuyển thể Miss Firecracker của Henley; phim Always của Steven Spielberg, một bi kịch lãng mạn với Richard Dreyfuss; và phim tài liệu nửa hư cấu (docudrama) cho TV năm 1989 về vụ Roe v. Wade ở Tòa án tối cao Hoa Kỳ.
Tiếp theo lần hợp tác thứ hai với Dreyfuss, trong phim Once Around (1991), Hunter thu được sự đánh giá cao của giới bình luận cho các vai diễn của mình trong 3 phim năm 1993, trong đó 2 phim dẫn tới kết quả là được đề cử cho 2 giải Oscar trong cùng năm: The Firm được đề cử cho giải Oscar cho nữ diễn viên phụ xuất sắc nhất, trong đó cô đóng vai một phụ nữ Scotland câm, vướng vào một vụ tình ái bội bạc với Harvey Keitel, và trong phim The Piano của Jane Campion, cô đã đoạt giải Oscar cho nữ diễn viên chính xuất sắc nhất. Hunter cũng xuất hiện trong các phim như phim bi hài Home for the Holidays (1995) và phim giật gân Copycat (1995). Vai diễn của cô trong phim Crash (1996) của David Cronenberg được chú ý rất nhiều, nhưng cô phải chịu đựng các việc gây tranh cãi quanh phim đó, và sự xuất hiện của cô trong vai một thiên thần nhạo báng trong phim A Life Less Ordinary (1997) cũng chịu chung số phận như vậy. Năm sau, cô đóng vai người New Yorker mới ly dị trong phim Living Out Loud của Richard LaGravenese; cùng diễn vai chính với Danny DeVito, Queen Latifa và Martin Donovan, Hunter được các bài bình luận đánh giá tốt. Hunter đã bổ sung đầy đủ cho thập niên 1990 bằng một vai nhỏ trong phim độc lập (ngơài Hollywood) Jesus' Son và trong phim Woman Wanted (1999) của Kiefer Sutherland.
Tiếp theo một vai phụ trong phim O Brother, Where Art Thou? (2000) của anh em Coens, cùng năm cô đứng đầu danh sách diễn viên phim truyền hình Harlan County War, tường thuật việc đấu tranh lao động của các công nhân mỏ than Kentucky. Hunter tiếp tục diễn xuất trên màn ảnh nhỏ với một vai trong When Billie Beat Bobby (2001), chơi tennis ủng hộ Billie Jean King trong một chuyện dựa trên sự thật của trận đấu nổi tiếng của King với Bobby Riggs; và vai người thuật chuyện của phim Eco Challenge New Zealand trước khi trở lại đóng phim trong một vai nhỏ trong phim Moonlight Mile (2002). Năm sau, cô đóng phim Levity và vai phụ trong phim được hoan nghênh Thirteen và nhận một đề cử cho Giải Oscar cho nữ diễn viên phụ xuất sắc nhất.
Năm 2004, Hunter đóng vai chính với Brittany Murphy trong phim phúng thích lãng mạn Little Black Book, và cho mượn giọng cho phim hoạt hình The Incredibles (giọng của Helen Parr, tức siêu người hùng Elastigirl). Năm 2005, Hunter đóng vai chính với Robin Williams trong phim khôi hài đen The Big White.
Hunter trở thành chủ nhiệm phim, và cũng đóng vai chính loạt phim truyền hình nhiều tập Saving Grace của mạng truyền hình cáp TNT, được chiếu từ tháng 7 năm 2007. Cô nhận được 1 đề cử cho Giải Quả cầu vàng, 2 đề cử cho Giải của Nghiệp đoàn diễn viên màn ảnh và 1 đề cử cho Giải Emmy. Ngày 30.5.2008 Hunter được nhận một ngôi sao trên Đại lộ Danh vọng Hollywood.

### Đời tư
Hunter có quan hệ tình ái với nam diễn viên Arliss Howard trong nhiều năm. Cô kết hôn với nhà quay phim người Ba Lan Janusz Kaminski ngày 20.5.1995, họ ly dị ngày 21.12.2001. Từ 2001, cô quan hệ với nam diễn viên Gordon MacDonald, họ cùng đóng vai chính trong vở kịch By the Bog of Cats của Marina Carr diễn ở rạp San Jose Repertory Theater năm 2001, và sau này cùng diễn cũng vở đó ở rạp West End (London) năm 2004. Tháng giêng năm 2006, nhà quảng cáo của Hunter loan báo cô sinh đôi ở tuổi 47; Sau đó tạp chí Entertainment Weekly cho biết đó là một cặp con trai song sinh.

## Phim mục
| Năm  | Phim                                       | Vai diễn                     | Ghi chú |
| ---- | ------------------------------------------ | ---------------------------- | --- |
| 1981 | The Burning                                | Sophie                       | |
| 1984 | Swing Shift                                | Jeannie                      | |
| 1984 | Blood Simple                               | Helene Trend (chỉ giọng nói) | không ghi tên |
| 1987 | Raising Arizona                            | Edwina 'Ed' McDunnough       | |
| 1987 | End of the Line                            | Charlotte                    | |
| 1987 | Broadcast News                             | Jane Craig                   | Đề cử - Giải Oscar cho nữ diễn viên chính xuất sắc nhất                                                                         |
| 1989 | Miss Firecracker                           | Carnelle Scott               | |
| 1989 | Animal Behavior                            | Coral Grable                 | |
| 1989 | Always                                     | Dorinda Durston              | |
| 1991 | Once Around                                | Renata Bella                 | |
| 1993 | The Piano                                  | Ada McGrath                  | Giải Oscar cho nữ diễn viên chính xuất sắc nhất; Giải BAFTA; Giải Quả cầu vàng, Giải SEFCA cho nữ diễn viên chính xuất sắc nhất |
| 1993 | The Firm                                   | Tammy Hemphill               | Đề cử - Giải Oscar cho nữ diễn viên phụ xuất sắc nhất; Đề cử Giải BAFTA                                                         |
| 1995 | Copycat                                    | M.J. Monahan                 | |
| 1995 | Home for the Holidays                      | Claudia Larson               | |
| 1996 | Crash                                      | Helen Remington              | |
| 1997 | A Life Less Ordinary                       | O'Reilly                     | |
| 1998 | Living Out Loud                            | Judith Moore                 | |
| 1999 | Jesus' Son                                 | Mira                         | |
| 2000 | Things You Can Tell Just by Looking at Her | Rebecca Weyman               | phân đoạn Fantasies About Rebecca                                                                                               |
| 2000 | Woman Wanted                               | Emma Riley                   | |
| 2000 | Timecode                                   | Renee Fishbine, Executive    | |
| 2000 | O Brother, Where Art Thou?                 | Penny                        | |
| 2000 | Down from the Mountain                     | vai chính mình               | phim tài liệu |
| 2001 | Festival in Cannes                         | vai chính mình               | Không ghi tên |
| 2002 | Searching for Debra Winger                 | vai chính mình               | phim tài liệu |
| 2002 | Moonlight Mile                             | Mona Camp                    | |
| 2003 | Rock That Uke                              | Người thuật chuyện           | phim tài liệu |
| 2003 | Levity                                     | Adele Easley                 | |
| 2003 | Thirteen                                   | Melanie Freeland             | Đề cử Giải Oscar cho nữ diễn viên phụ xuất sắc nhất; Đề cử - Giải BAFTA; Đề cử - Giải Quả cầu vàng                              |
| 2004 | Little Black Book                          | Barb Campbell-Dunn           | |
| 2004 | The Incredibles                            | Helen Parr / Elastigirl      | giọng nói |
| 2005 | Nine Lives                                 | Sonia                        | |
| 2005 | The Big White                              | Margaret Barnell             | |
| 2007 | Saving Grace (TV series)                   | Grace Hanadarko              | Đề cử - Giải Primetime Emmy cho nữ diễn viên đóng vai chính xuất sắc - Drama Series                                             |

## Các giải thưởng
Giải Oscar
- Nữ diễn viên chính xuất sắc nhất

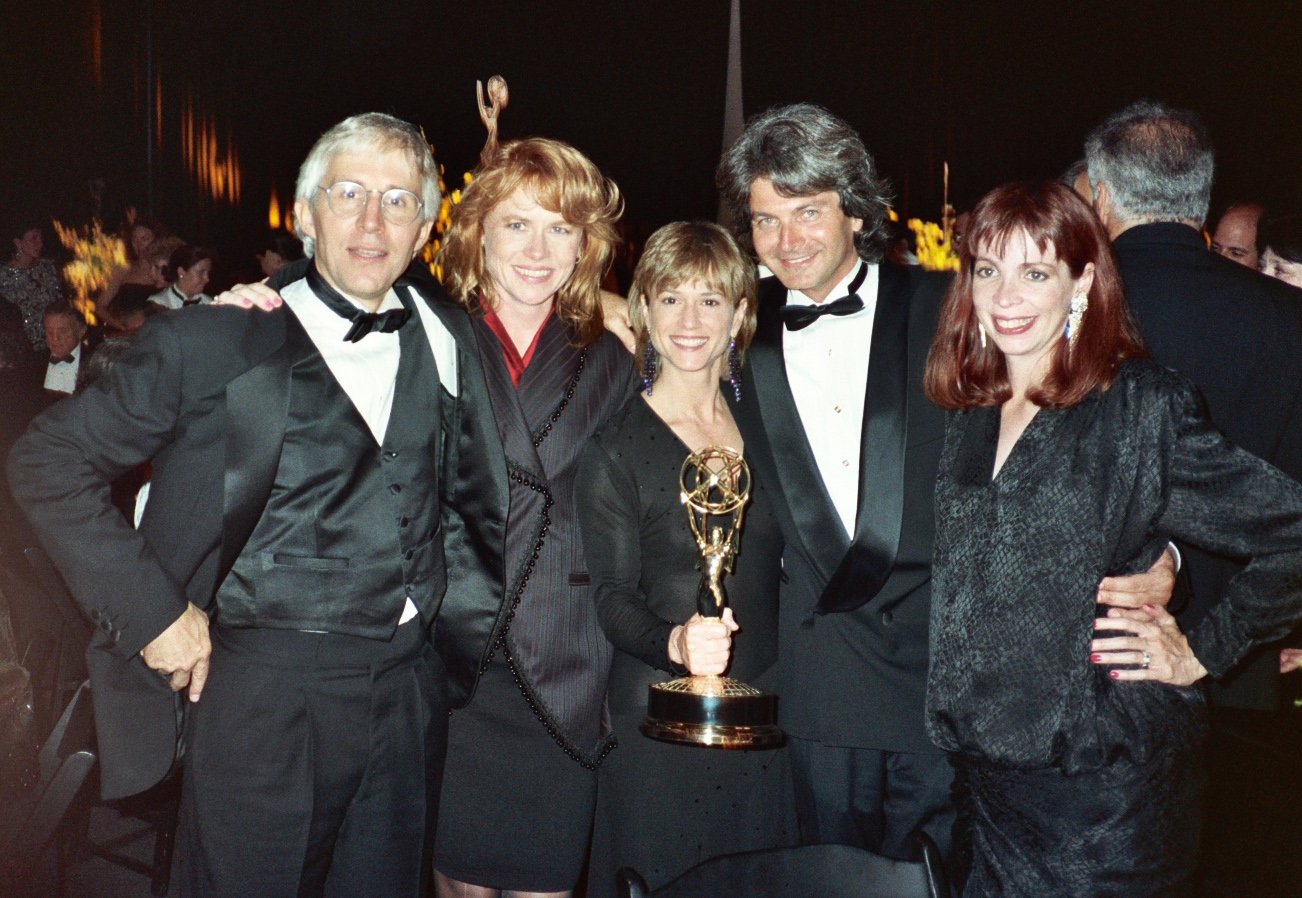
Holly Hunter tại giải Emmy 1989

1. 1987: đề cử (vai "Jane Craig" phim Broadcast News)
2. 1993: đoạt giải (vai "Ada McGrath" phim The Piano)

- Nữ diễn viên phụ xuất sắc nhất

1. 1993: đề cử (vai "Tammy Hemphill" phim The Firm)
2. 2003: đề cử (vai "Melanie Freeland" phim Thirteen)

Giải BAFTA
- Nữ diễn viên chính xuất sắc nhất

1. 1993: đoạt giải (vai "Ada McGrath" phim The Piano)

- Nữ diễn viên phụ xuất sắc nhất

1. 1993: đề cử (vai "Tammy Hemphill" phim The Firm)
2. 2003: đề cử (vai "Melanie 'Mel' Freeland" phim Thirteen)

Liên hoan phim Berlin
1. 1988: đoạt Nữ diễn viên xuất sắc nhất (vai "Jane Craig" phim Broadcast News)

Giải của Hội phê bình phim Boston cho nữ diễn viên chính xuất sắc nhất
1. 1987: đoạt giải (vai "Jane Craig" phim Broadcast News)
2. 1993: đoạt giải (vai "Ada McGrath" phim The Piano)

Giải cho nữ diễn viên xuất sắc nhất (Liên hoan phim Cannes)
1. 1993: đoạt giải (vai "Ada McGrath" phim The Piano, won)

Giải của Hiệp hội phê bình phim Chicago
- Giải của Hiệp hội phê bình phim Chicago cho nữ diễn viên chính xuất sắc nhất

1. 1993: đoạt giải (vai "Ada McGrath" phim The Piano)
2. 1998: đề cử (vai "Judith Moore" phim Living Out Loud)

- Giải của Hiệp hội phê bình phim Chicago cho nữ diễn viên phụ xuất sắc nhất

1. 2003: đề cử (vai "Melanie 'Mel' Freeland" phim Thirteen)

Giải của Hiệp hội phê bình phim Dallas-Fort Worth cho nữ diễn viên chính xuất sắc nhất
1. 1993: đoạt giải (vai "Ada McGrath" phim The Piano, won)

Giải Emmy
- Giải Primetime Emmy cho nữ diễn viên chính xuất sắc - Miniseries hoặc phim truyền hình

1. 1989: đoạt giải (vai "Ellen Russell/Jane Roe" phim Roe vs. Wade)
2. 1993: đoạt giải (vai "Wanda Holloway" phim The Positively True Adventures of the Alleged Texas Cheerleader-Murdering Mom)
3. 2000: đề cử (vai "Ruby Kincaid" in Harlan County War)
4. 2001: đề cử (vai "Billie Jean King" phim When Billie Beat Bobby)

- Giải Primetime Emmy cho nữ diễn viên phụ xuất sắc - Miniseries hoặc phim truyền hình

1. 2001: đề cử (vai "Rebecca Waynon" phim Things You Can Tell Just by Looking at Her)
2. 2008: đề cử Giải Primetime Emmy cho nữ diễn viên chính xuất sắc - Drama series (vai "Grace Hanadarko" phim Saving Grace)

Giải Quả cầu vàng
Giải phim
1. 1987: đề cử Giải Quả cầu vàng cho nữ diễn viên phim ca nhạc hoặc phim hài xuất sắc nhất (vai "Jane Craig" phim Broadcast News)
2. 1993: đoạt Giải Quả cầu vàng cho nữ diễn viên phim chính kịch xuất sắc nhất (vai "Ada McGrath" phim The Piano)
3. 2003: đề cử Giải Quả cầu vàng cho nữ diễn viên điện ảnh phụ xuất sắc nhất (vai "Melanie Freeland" phim Thirteen)

Giải Truyền hình
- Giải Quả cầu vàng cho nữ diễn viên xuất sắc nhất - Mini-Series hoặc phim Truyền hình

1. 1989: đề cử (vai "Ellen Russell/Jane Doe" phim Roe vs. Wade)
2. 1993: đề cử (vai "Wanda Holloway" phim The Positively True Adventures of the Alleged Texas Cheerleader-Murdering Mom)
3. 2000: đề cử (vai "Ruby Kincaid" phim Harlan County War)
4. 2007: dề cử Giải Quả cầu vàng cho nữ diễn viên xuất sắc nhất - Drama Series (vai "Grace Hanadarko" phim Saving Grace)

Giải Gotham
1. 2005: đề cử "Giải Toàn bộ các vai diễn xuất sắc" (phim Nine Lives)

Giải Gracie Allen
1. 2007: đoạt giải cho "Nữ diễn viên xuất sắc - Drama Series (vai "Grace Hanadarko" phim Saving Grace)

Giải của Hội phê bình phim Las Vegas cho nữ diễn viên phụ xuất sắc nhất
1. 2003: đoạt giải (vai "Melanie Freeland" phim Thirteen)

Giải của Hội phê bình phim London cho nữ diễn viên trong năm
1. 1993: đoạt giải (vai "Ada McGrath" phim The Piano)
2. 2003: đề cử (vai "Melanie Freeland" phim Thirteen)

Giải của Hiệp hội phê bình phim Los Angeles cho nữ diễn viên chính xuất sắc nhất
1. 1987: đoạt giải (vai "Jane Craig" phim Broadcast News)
2. 1993: đoạt giải (vai "Ada McGrath" phim The Piano)

Giải MTV Movie cho đội diễn viên màn ảnh xuất sắc nhất
1. 2005: đề cử (phim The Incredibles)

Giải National Board of Review
1. 1987: đoạt "Giải cho nữ diễn viên xuất sắc nhất" (vai "Jane Craig" phim Broadcast News)
2. 1993: Best Actress (for playing "Ada McGrath" in The Piano, won)

Giải của Hội phê bình phim quốc gia cho nữ diễn viên xuất sắc nhất
1. 1993: đoạt giải (vai "Ada McGrath" phim The Piano)

Giải của Hội phê bình phim New York cho nữ diễn viên xuất sắc nhất
1. 1987: đoạt giải (vai "Jane Craig" phim Broadcast News)
2. 1993: đoạt giải (vai "Ada McGrath" phim The Piano)

Giải của Hội phê bình phim online cho nữ diễn viên phụ xuất sắc nhất
1. 2003: đề cử (vai "Melanie Freeland" phim Thirteen)

Giải của Hội phê bình phim Phoenix cho nữ diễn viên phụ xuất sắc nhất
1. 2003: đề cử (vai "Melanie Freeland" phim Thirteen)

Giải Vệ tinh
Giải phim
1. 1998: đề cử Giải Vệ tinh cho nữ diễn viên chính xuất sắc nhất - Phim ca nhạc hoặc phim hài (vai "Judith Moore" vai Living Out Loud)
2. 2000: đề cử Giải Vệ tinh cho nữ diễn viên phụ xuất sắc nhất - Phim ca nhạc hoặc phim hài (vai "Penny" phim O Brother, Where Art Thou?)
3. 2003: đề cử Giải Vệ tinh cho nữ diễn viên phụ xuất sắc nhất - Phim chính kịch (vai "Melanie Freeland" phim Thirteen)

Giải Truyền hình
1. 2000: đề cử Giải Vệ tinh cho nữ diễn viên xuất sắc nhất - Miniseries hoặc phim truyền hình (vai "Ruby Kincaid" phim Harlan County War)

Giải của Nghiệp đoàn diễn viên màn ảnh
Giải phim
1. 2003: đề cử Giải của Nghiệp đoàn diễn viên màn ảnh cho nữ diễn viên đóng vai phụ xuất sắc (vai "Melanie Freeland" phim Thirteen)

Giải Truyền hình
- Giải của Nghiệp đoàn diễn viên màn ảnh cho nữ diễn viên xuất sắc - Drama Series

1. 2007: đề cử (vai "Grace Hanadarko" phim Saving Grace)
2. 2008: đề cử (vai "Grace Hanadarko" phim Saving Grace)

Giải của Hiệp hội phê bình phim khu vực Washington DC cho nữ diễn viên phụ xuất sắc nhất
1. 2003: đề cử (vai "Melanie Freeland" phim Thirteen)